# Исполнительная власть в Японии

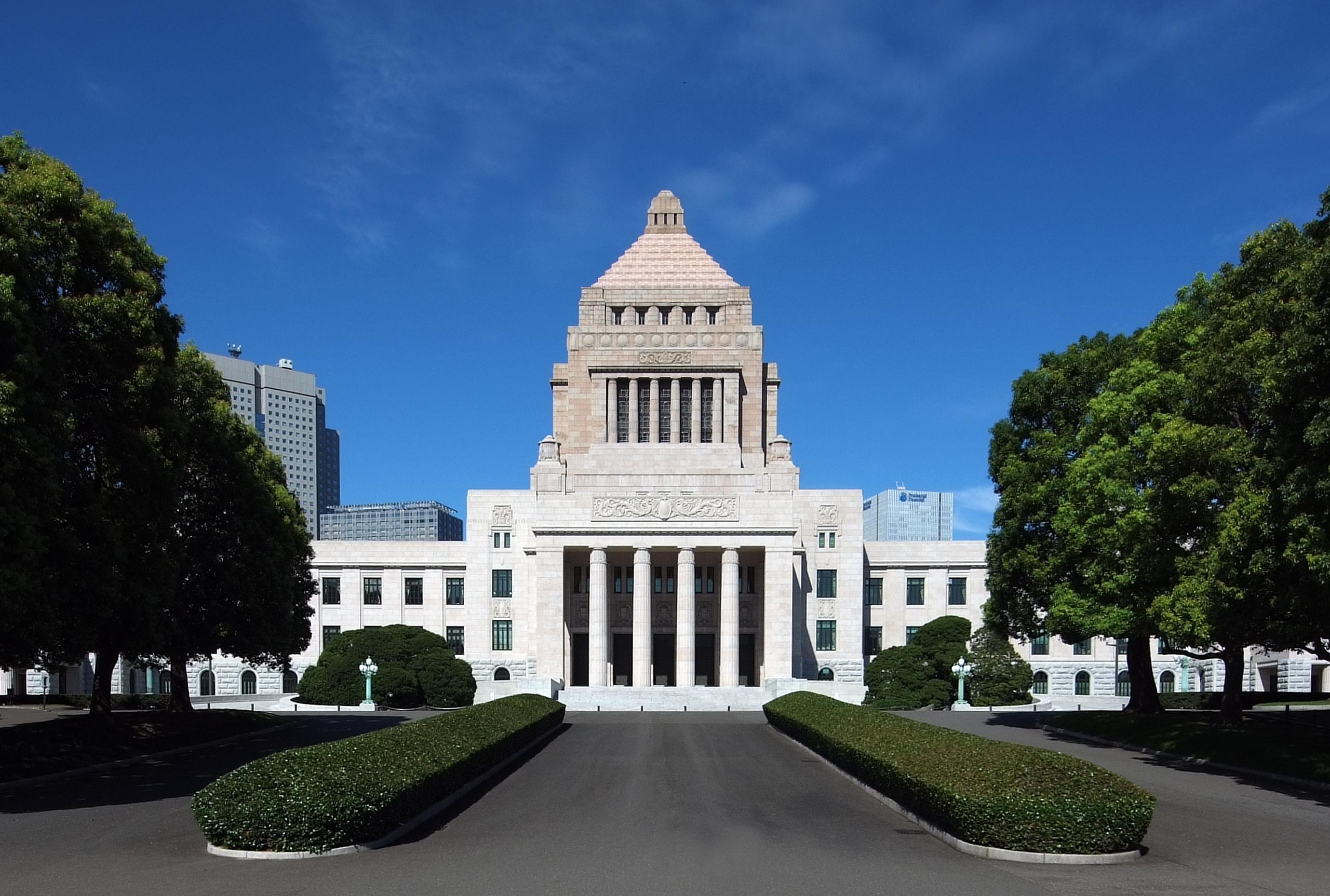
Здание парламента Японии

Исполни́тельная власть в Япо́нии — одна из ветвей власти в Японии.
Согласно действующей Конституции Японии, высшим органом в системе органов исполнительной власти страны является Кабинет министров Японии. Он направляет и координирует работу министерств, других органов исполнительной власти. Кабинет министров возглавляет Премьер-министр Японии.
Согласно Закону Японии об организации государственных органов исполнительной власти от 1948 года, государственным органом исполнительной власти является орган исполнительной власти, пребывающий под контролем Кабинета министров. Государственные органы исполнительной власти делятся на следующие самодостаточные единицы:
- Администрация (яп. 府)
- Министерство (яп. 省). Возглавляется министром (яп. 大臣).
- Управление (яп. 庁). Возглавляется главой управления (яп. 長官).
- Комитет (яп. 委員会). Возглавляется главой комитета (яп. 委員長).

Управление и Комитеты являются автономными органами (яп. 外局) в составе министерств или Кабинета министров. Кроме них также существуют особенные органы (яп. 特別の機関).
К органам исполнительной власти Японии, не предусмотренных законом 1948 года, входят Кабинет министров Японии, Кадровая палата Японии, Счётная палата Японии.
Органы исполнительной власти подразделяются на:
- Центральные (яп. 中央省庁, 中央政府, 中央官庁)
- Местные (яп. 地方政府, 地方公共団体, 地方自治体).